# Tapinopa guttata
Tapinopa guttata är en spindelart som beskrevs av Komatsu 1937. Tapinopa guttata ingår i släktet Tapinopa och familjen täckvävarspindlar. Inga underarter finns listade i Catalogue of Life.